# Абазинский район
Абази́нский райо́н — административно-территориальная единица и муниципальное образование (муниципальный район) в составе Карачаево-Черкесской Республики Российской Федерации.
Административный центр — аул Инжич-Чукун.

## География

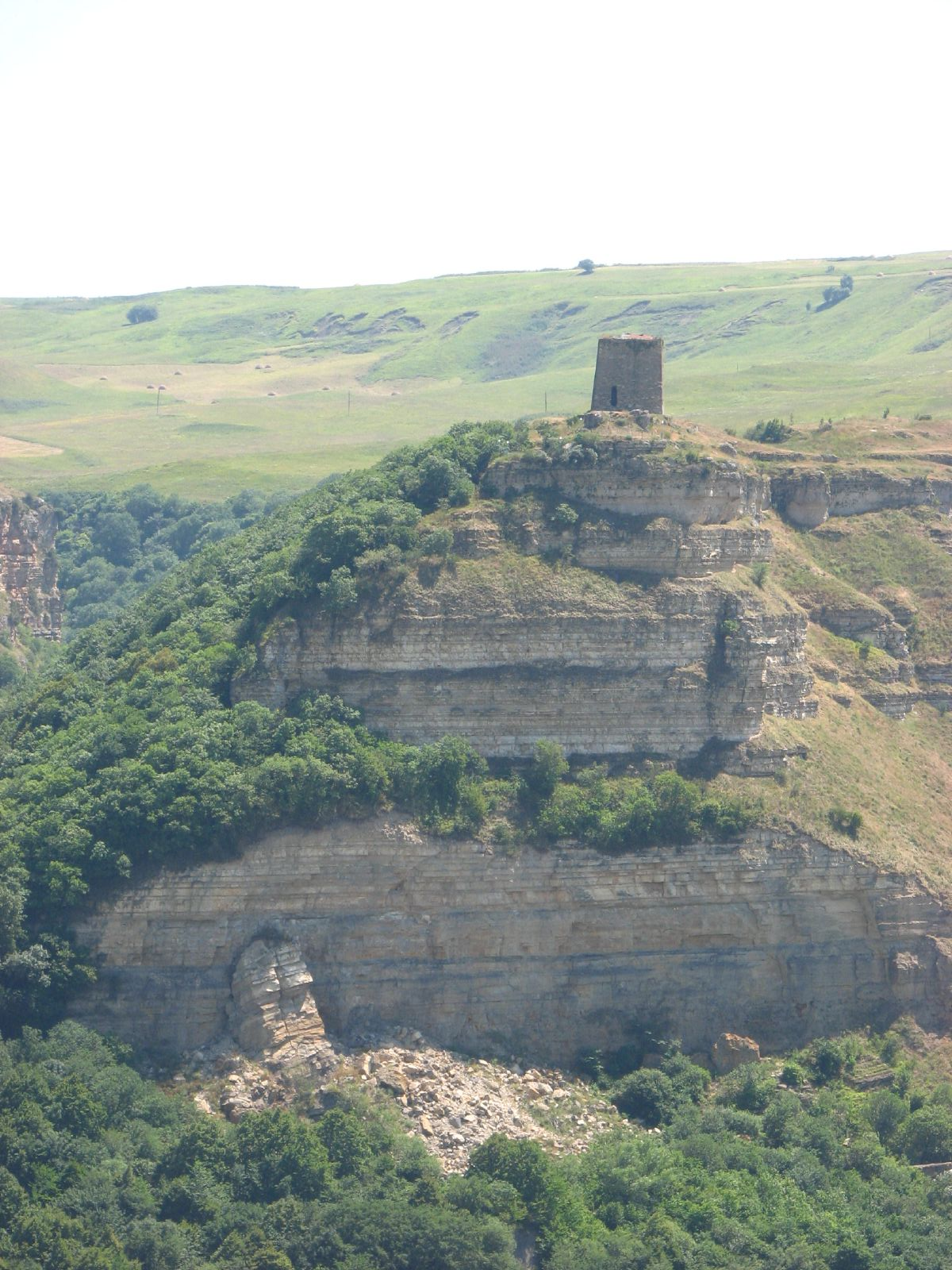
Башня Адиюх

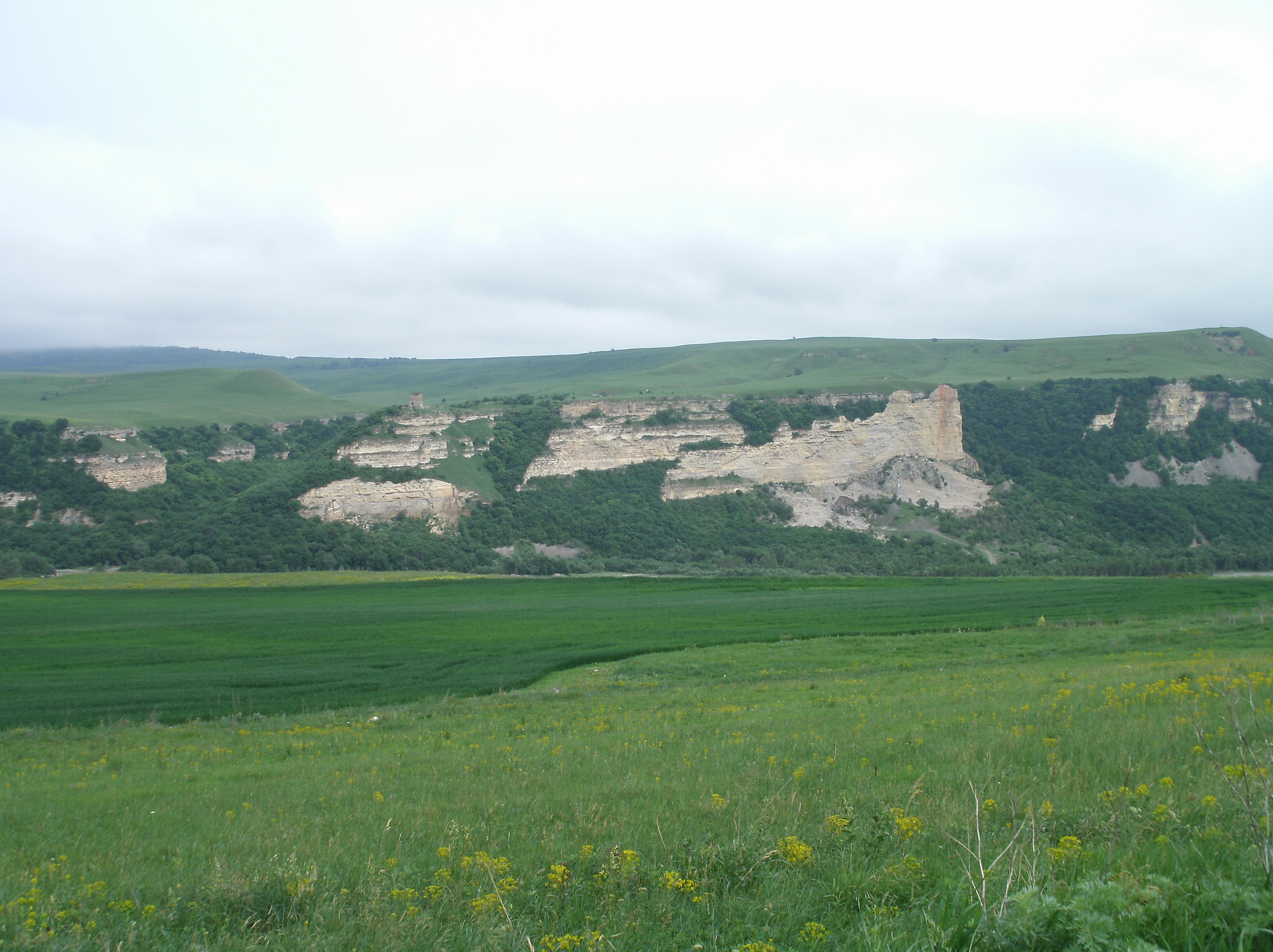
Каньон Адиюх. Долина реки Малый Зеленчук

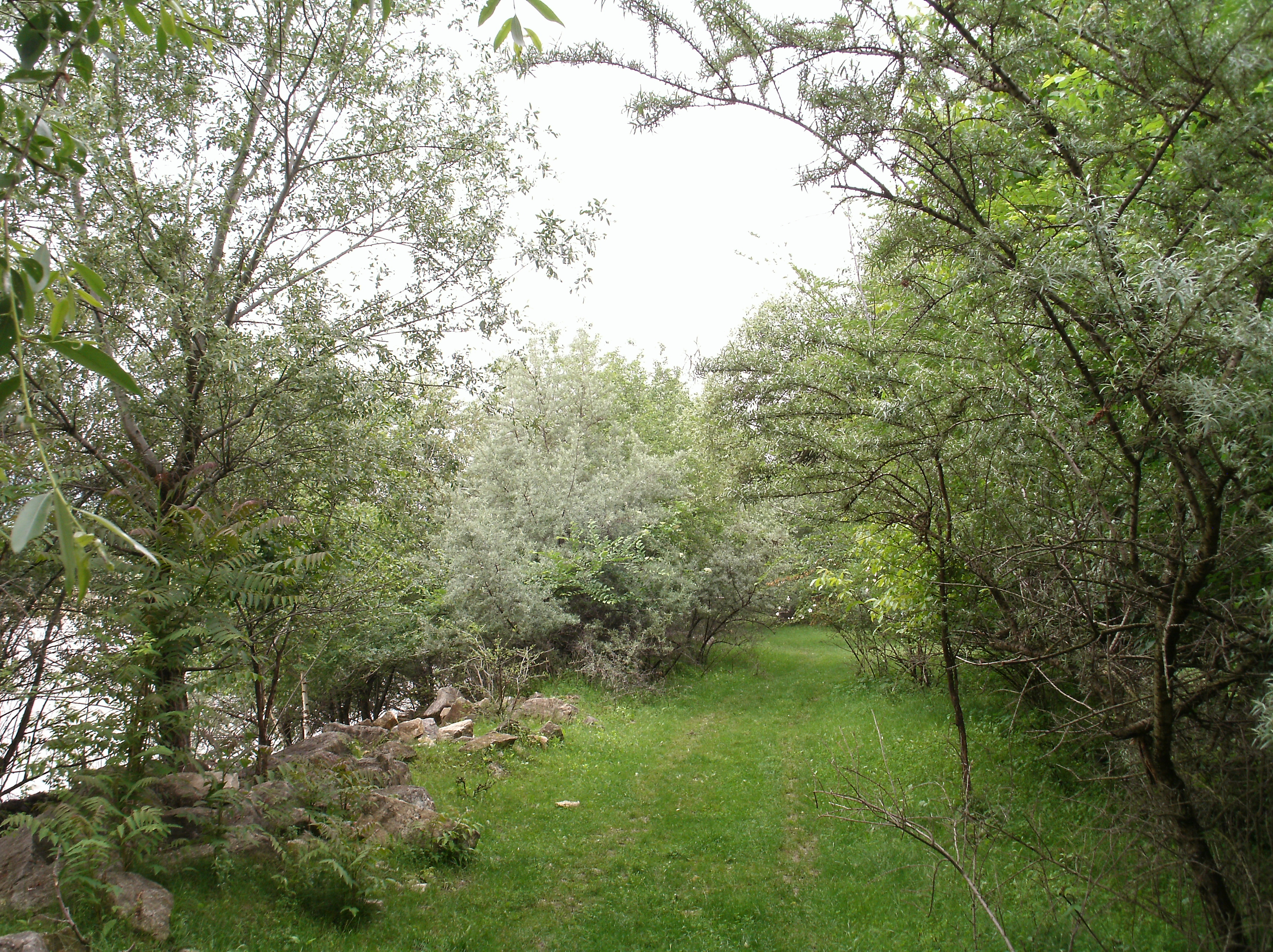
Облепиховая роща в пойме реки Малый Зеленчук в ауле Инжич-Чукун

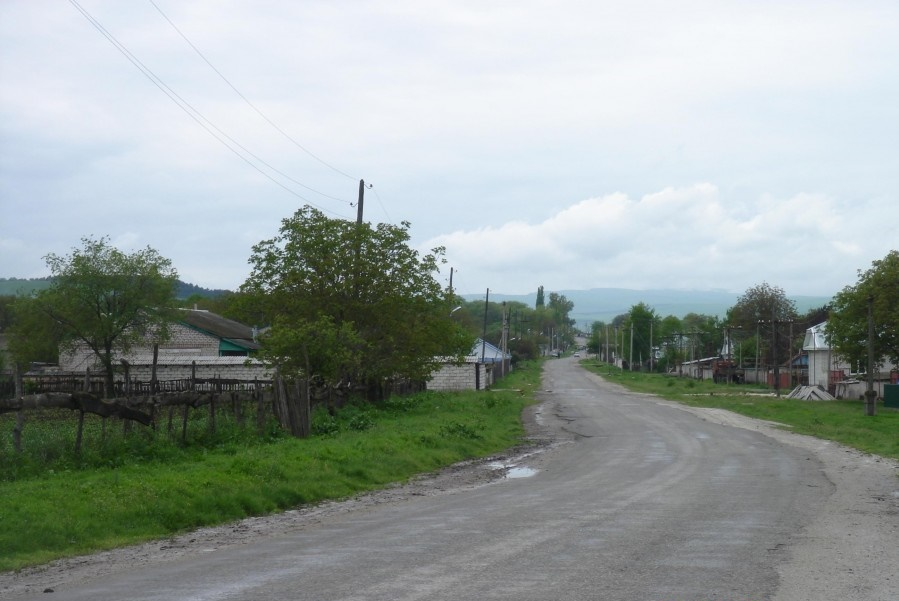
Эльбурган

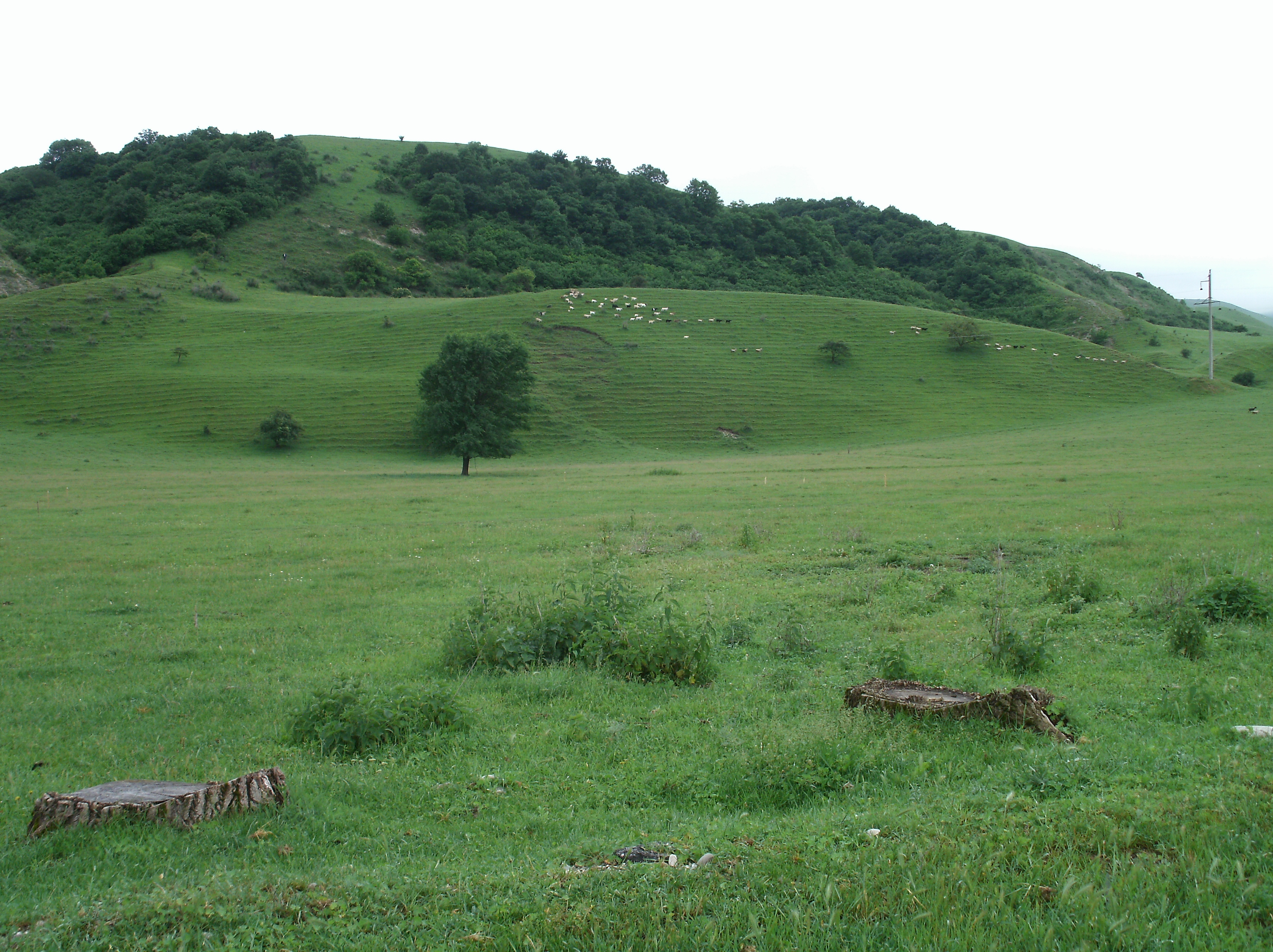
Эльбурганский заказник

Абазинский район расположен в центральной части Карачаево-Черкесской Республики. Площадь территории района составляет 300,19 км².
Граничит с Хабезским районом на западе, Адыге-Хабльским районом на севере, Черкесским городским округом и Усть-Джегутинским районом на востоке. На севере в район вклинивается и делит его на две части Дружбинское сельское поселение Прикубанского района, отделяя от остальной части района Псыжское сельское поселение.
На востоке район ограничен рекой Кубань, на западе её левым притоком — рекой Малый Зеленчук. Другие значимые реки района — Эльбурган, Большой Эльбруган, Хатапатикор, Кара-Паго и Чибиш.

## История
В период существования Черкесского национального округа (1926—1928) в его составе находились Абазино-Ногайский и Эльбурганский округа, в которых было сосредоточено абазинское население. Впоследствии своего «национального» района абазины не имели. С конца 1980-х — начала 1990-х годов от абазинских общественников звучали идеи создания Абазинского района. В постсоветский период, во время нахождения во главе Карачаево-Черкесии В. И. Хубиева (1992—1999) и В. М. Семёнова, эти идеи поддерживались на уровне руководства республики, однако практического воплощения не получили.
В 2004 году, уже при президенте КЧР М. А.-А. Батдыеве, обострилась ситуация вокруг крупнейшего по площади в России тепличного комбината «Южный», расположенного в Усть-Джегутинском районе, на левом берегу Кубани, к югу от высотного микрорайона «Московский», относящегося к городу Усть-Джегута. При этом к северу от «Московского» находится абазинский аул Кубина, значительную часть жителей которого составляли работники комбината. В процессе образования в республике муниципалитетов, в рамках запущенной в РФ муниципальной реформы, комбинат оказался за границами созданного в Кубине сельского поселения, тем самым аул был лишён значительных налоговых поступлений.
В марте 2004 года в знак протеста против ожидаемого не-включения комбината в пределы сельского поселения жители Кубины проигнорировали районный референдум о создании в Усть-Джегутинском районе городского округа. Однако в декабре того же года Народное Собрание КЧР принимает закон о создании муниципалитетов в Усть-Джегутинском районе, согласно которому комбинат «Южный» в территорию Кубинского сельского поселения включён не был. Во второй половине 2004 и в первой половине 2005 годов вопрос о территории Кубинского сельского поселения рассматривали суды. Верховный суд Карачаево-Черкесии признал решение Народного Собрания незаконным, однако 22 июня 2005 года Верховный суд РФ решение республиканского парламента подтвердил.
23 июня прошёл первый митинг абазин у Дома правительства в Черкесске. 27 июня Чрезвычайный съезд абазинского народа призвал создать Абазинский район из всех 13 абазинских сёл Карачаево-Черкесии и включить тепличный комбинат «Южный» в границы аула Кубина. 28 июня президентом Батдыевым была создана согласительная комиссия для решения проблемы, во главе с председателем правительства КЧР А. Х. Кардановым, однако 29 июня Дом правительства в Черкесске был фактически взят штурмом митингующими абазинами. Никаких репрессивных мер, однако, не последовало. По некоторым данным, впоследствии делегация абазинских общественников была принята полномочным представителем Президента РФ в Южном федеральном округе Д. Н. Козаком.
25 декабря 2005 года прошёл референдум об образовании Абазинского района из 5 абазинских сёл Прикубанского, Усть-Джегутинского и Хабезского районов. 29 декабря 2005 года результаты референдума были утверждены постановлением Народного Собрания КЧР. Постановлением Правительства РФ от 1 июня 2006 года было утверждено наименование нового района. Формальной датой создания района, согласно данным официального сайта района, является 25 декабря 2005 года.
В состав нового района вошли пять населённых пунктов — аул Кубина (Усть-Джегутинский район), аулы Псыж и Кара-Паго (Прикубанский район), аулы Эльбурган и Инжич-Чукун (Хабезский район). 27 ноября 2006 года решением Парламента КЧР тепличный комбинат «Южный» был отнесён к Абазинскому району. С 1 июня 2006 года заработала временная администрация района. Новые органы власти и управления Абазинского района были полностью сформированы к 1 января 2009 года.

## Население
| 2010    | 2011    | 2012    | 2013    | 2014    | 2015    | 2016    | 2017    | 2018    |
| ------- | ------- | ------- | ------- | ------- | ------- | ------- | ------- | ------- |
| 17 069  | →17 069 | ↘17 053 | ↗17 071 | ↗17 210 | ↗17 272 | ↗17 399 | ↗17 450 | ↗17 530 |
| 2019    | 2020    | 2021    | 2023    | 2024    | 2025    |         |         |         |
| ↗17 643 | ↗17 730 | ↘17 515 | ↗17 867 | ↗18 121 | ↗18 343 |         |         |         |

### Национальный состав
По итогам переписи населения 2020 года проживали следующие национальности (национальности менее 1 % и другое, см. в сноске к строке «Другие»):
| Национальность | Численность, чел. | Доля     |
| -------------- | ----------------- | -------- |
| Абазины        | 15 343            | 87,60 %  |
| Черкесы        | 771               | 4,40 %   |
| Русские        | 754               | 4,30 %   |
| Карачаевцы     | 244               | 1,39 %   |
| Другие         | 515               | 2,94 %   |
| Итого          | 17 515            | 100,00 % |

Половозрастной состав
По данным Всероссийской переписи населения 2010 года:
| Возраст     | Мужчины, чел. | Женщины, чел. | Общая численность, чел. | Доля от всего населения, % |
| ----------- | ------------- | ------------- | ----------------------- | -------------------------- |
| 0 — 14 лет  | 1 629         | 1 524         | 3 153                   | 18,47 %                    |
| 15 — 59 лет | 5 627         | 5 937         | 11 564                  | 67,75 %                    |
| от 60 лет   | 908           | 1 444         | 2 352                   | 13,78 %                    |
| Всего       | 8 164         | 8 905         | 17 069                  | 100,0 %                    |

Мужчины — 8 164 чел. (47,8 %). Женщины — 8 905 чел. (52,2 %).
Средний возраст населения: 35,7 лет. Средний возраст мужчин: 34,3 лет. Средний возраст женщин: 37,0 лет.
Медианный возраст населения: 33,3 лет. Медианный возраст мужчин: 31,9 лет. Медианный возраст женщин: 34,3 лет.

## Муниципальное устройство
В Абазинский муниципальный район входят 5 муниципальных образований со статусом сельского поселения: 
| № | Сельское поселение | Административный центр | Количество населённых пунктов | Население | Площадь, км² |
| - | ------------------ | ---------------------- | ----------------------------- | --------- | ------------ |
| 1 | Инжич-Чукунское    | аул Инжич-Чукун        | 1                             | ↗2630     | 61,15        |
| 2 | Кара-Пагское       | аул Кара-Паго          | 1                             | ↗724      | 20,98        |
| 3 | Кубинское          | аул Кубина             | 1                             | ↗3024     | 80,77        |
| 4 | Псыжское           | аул Псыж               | 1                             | ↗8968     | 61,50        |
| 5 | Эльбурганское      | аул Эльбурган          | 1                             | ↗2518     | 75,79        |

## Населённые пункты
Распределение населения района
 а. Псыж (51,14 %) а. Кубина (16,74 %) а. Инжич-Чукун (14,48 %) а. Эльбурган (13,69 %) а. Кара-Паго (3,95 %)
В Абазинском районе 5 сельских населённых пунктов.
| № | Населённый пункт | Тип | Население |
| - | ---------------- | --- | --------- |
| 1 | Инжич-Чукун      | аул | ↗2656     |
| 2 | Кара-Паго        | аул | ↗724      |
| 3 | Кубина           | аул | ↗3071     |
| 4 | Псыж             | аул | ↗9381     |
| 5 | Эльбурган        | аул | ↘2511     |

## Органы местного самоуправления
Структуру органов местного самоуправления муниципального образования составляют:
1. Совет Абазинского муниципального района — выборный представительный орган района;
2. Администрация Абазинского муниципального района — исполнительно-распорядительный орган района;
3. Глава Абазинского муниципального района — высшее должностное лицо района, исполняет полномочия председателя Совета муниципального района;
4. Контрольно-счётная палата Абазинского муниципального района — контрольно-счётный орган района.

Глава местной (районной) администрации
- Ниров Мухаджир Чагбанович (с 4 апреля 2011 года)

Председатель районного совета
- Архагов Курманби Билялевич (с 28 сентября 2017 года)

Адрес администрации Абазинского муниципального района: аул Инжич-Чукун, ул. Ленина, д. 1.

## Транспорт
Техническая трудность функционирования нового района после его образования состояла в том, что два из пяти сёл — Эльбурган и Инжич-Чукун — находятся на значительном транспортном удалении от трёх остальных, в долине реки Малый Зеленчук. Кубина и Псыж расположены на левом берегу Кубани, к долине Кубани в транспортном отношении тяготеет и Кара-Паго. В междуречье двух рек рельеф возвышенный, в южной части района имеется полноценное нагорье, высшая точка которого, гора Эльбурган-Ахуа, поднимается на высоту 1297,3 м. При этом старая горная дорога, соединяющая два аула на правом берегу Малого Зеленчука с Кубиной, не соответствует стандартам безопасности и часто вовсе становится не пригодна для езды. В целом по состоянию на начало 2010-х годов в районе было необходимо проведение ремонтных работ на участках автодорог Кош-Хабль — Инжич-Чукун, Кара-Паго — Черкесск, Эльбурган — Кубина, Кара-Паго — Кубина, Кара-Паго — Кош-Хабль, Инжич-Чукун — Кубина.